# Лобженідзе Юлія Олександрівна
Ю́лія Олекса́ндрівна Лобжені́дзе (*23 серпня 1977, Львів) — чемпіонка світу та чемпіонка Європи в командних змаганнях зі стрільби з лука. Заслужений майстер спорту.

## Біографія
Народилася у Львові. Матір родом із Кривого Рогу.
| Моє грузинське прізвище — від діда. Свого часу він переїхав до Львова, де й одружився з моєю бабусею. Тато мій народився вже у Львові. В сім'ї лише я. Ми жили не в найкращих умовах, в одній кімнаті. Тож батьки не ризикнули заводити другу дитину. Навчалася у 14-й школі, але її зачинили на капремонт, тож закінчила 69-ту на Новому Львові. |
Вперше взяла лук у 12 років. Тренувалася в медінституті. Перший тренер Лобженідзе — Сімунс Моніка Просперівна. Згодом тренував Міненко Віктор Аркадійович. Поступила до Львівського університету імені Івана Франка на економічний факультет (спеціальність «соціологія»), вирішила закинути стрільбу. І лише наприкінці навчання, 2000-го, повернулась у цей вид. Через рік Лобженідзе взяли у збірну.
На початку 2003 року стала майстром спорту міжнародного класу, після того, як у Франції разом із командою виграла зимовий чемпіонат світу. А ще через два роки за сукупністю результатів їй дали заслуженого майстра спорту.